# Münster-Mauritzviertel

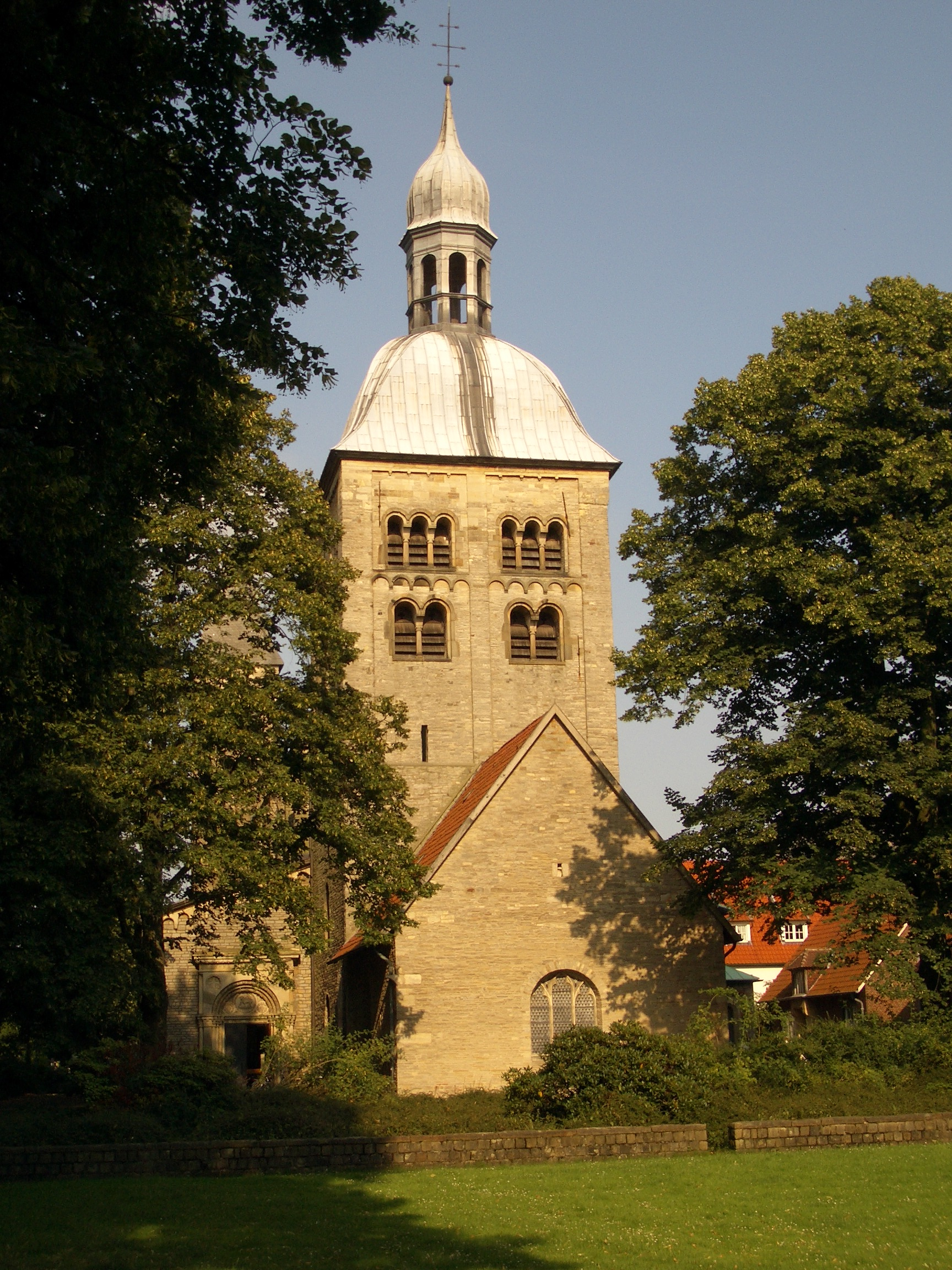
St.-Mauritz-Kirche

Das Mauritzviertel ist ein Stadtviertel im Osten der westfälischen Stadt Münster. Es gehört zum Kernbereich der Stadt und ist somit Teil des Stadtbezirks Mitte. Im Zentrum des Viertels befindet sich die namensgebende St.-Mauritz-Kirche. Es wird von der Warendorfer Straße im Norden, dem Hohenzollernring im Westen, dem Dortmund-Ems-Kanal im Osten und der Manfred-von-Richthofen-Straße im Süden begrenzt. Angrenzende Viertel und Stadtteile sind das Erphoviertel (im Norden), das Ostviertel (im Westen), das Herz-Jesu-Viertel (im Süden) und St. Mauritz (im Osten). 
Das Mauritzviertel entstand infolge der Eingemeindung der Münster am nächsten gelegenen Teile der früheren Landgemeinde Sankt Mauritz in den Jahren 1875 und 1903. Vom Stadtplanungsamt der Stadt Münster wird der Süden des Mauritzviertels dem statistischen Bezirk Herz-Jesu (44), der Norden dem Bezirk Mauritz-Mitte (45) zugeordnet.
Aufgrund der Nähe sowohl zur Innenstadt als auch zur Natur gilt insbesondere der östliche Teil als beliebtes Wohnviertel. Neben seiner Wohnfunktion fanden und finden sich noch mehrere öffentliche Einrichtungen im Mauritzviertel, darunter das Finanzgericht Münster, das St.-Franziskus-Hospital, der Bau- und Liegenschaftsbetrieb NRW (im ehemaligen Gebäude der Oberfinanzdirektion Münster), die ehemalige Oberpostdirektion Münster, das Alten- und Seniorenzentrum Klarastift, die Albert-Schweitzer-Schule (Montessori-Schule), die Anne-Frank-Schule (Berufskolleg), die Mauritzschule (Grundschule) sowie Kindergarten und Kinderheim St. Mauritz und der Mauritz-Friedhof.